# Beleg van Constantinopel (1394-1402)
Het Beleg van Constantinopel (1394-1402) was de tweede poging van sultan Bayezid I om de hoofdstad van het Byzantijnse Rijk te veroveren, zonder succes. 

## Achtergrond
Byzantijns keizer Johannes V Palaiologos vroeg steun aan sultan Bayezid I om zijn positie te heroveren, nadat hij van de troon was gestoten. Bayezid ging akkoord op voorwaarde dat hij zoon Manuel II Palaiologos als eervolle gijzelaar zou geven, zo geschiedde. Toen Johannes V in 1391 stierf, ontsnapte Manuel II en kroonde zichzelf tot keizer. Wat volgde is het Beleg van Constantinopel (1391-1392).

## Tweede beleg
Bayezid I liet een burcht aan de oever van de Bosporus bouwen, de Anadoluhisarı. De bedoeling was Constantinopel van de buitenwereld af te snijden, ter land en ter zee. Het blokkeren via de zee was moeilijk dankzij de tussenkomst van de Republiek Venetië.
De christelijke naties probeerden tussen te komen, maar werden verpletterend verslagen in de Slag bij Nicopolis in 1396. Een tweede poging onder leiding van Jean Boucicaut in 1399 draaide op niets uit.
Manuel II slaagde er in Constantinopel te verlaten en bezocht de Europese hoven op zoek naar steun, zonder gevolg. De redding kwam uit een onverwachte hoek, de Mongoolse krijgsheer Timoer Lenk versloeg Bayezid I in de Slag bij Ankara in 1402, waarbij de sultan werd gevangengenomen. Dit betekende het einde van het beleg.